# Crímenes nazis contra niños

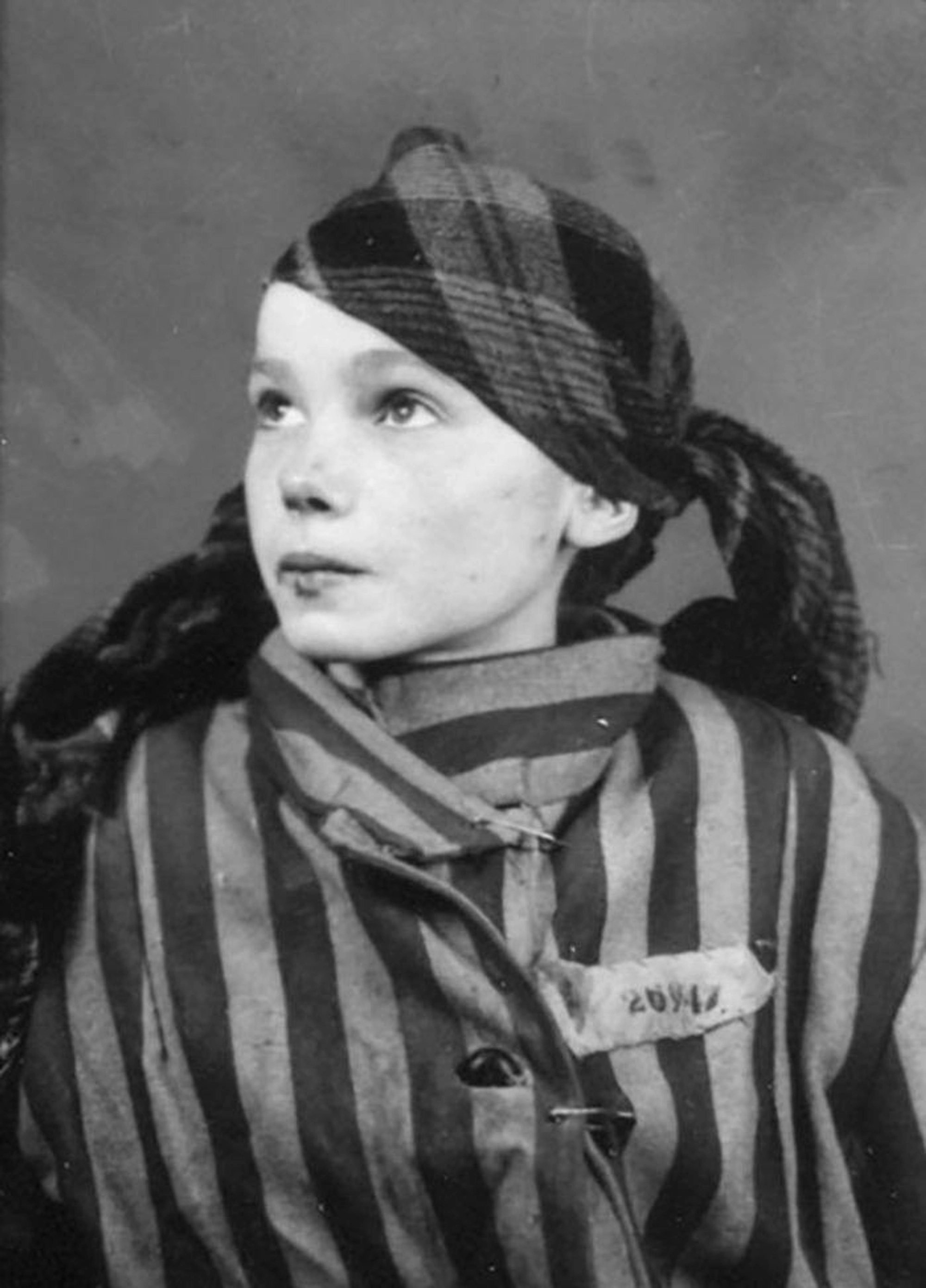
Czesława Kwoka, víctima de 14 años del campo de concentración de Auschwitz.

La Alemania nazi perpetró diversos crímenes contra la humanidad y crímenes de guerra contra niños, incluido el asesinato de hijos de personas no deseadas o «peligrosas» de acuerdo con las opiniones ideológicas nazis, ya sea como parte de su idea de lucha racial o como medida de seguridad preventiva. Durante el Holocausto se atacaron especialmente a niños judíos, pero también a niños de etnia polaca, a niños romaníes (también llamados gitanos) y a niños con discapacidades mentales o físicas. Miles de niños murieron en los campos de concentración nazis. Los nazis y sus colaboradores mataron a niños por estas razones ideológicas y en represalia por ataques partisanos reales o supuestos.
Se estima que durante la Segunda Guerra Mundial, los oficiales nazis mataron a unos 2 millones de niños polacos y judíos polacos en los territorios polacos ocupados. Hubo 1,5 millones de niños judíos que perecieron en el Holocausto; decenas de miles de niños romaníes murieron en el Holocausto romaní, entre 5000 y 25 000 niños discapacitados fueron asesinados como parte del programa de eutanasia nazi, y 200 000 niños, en su mayoría de etnia polaca, fueron secuestrados con el fin de germanizarlos por la fuerza. Otros fueron sometidos a trabajos forzados.

## Asesinato

### Eutanasia

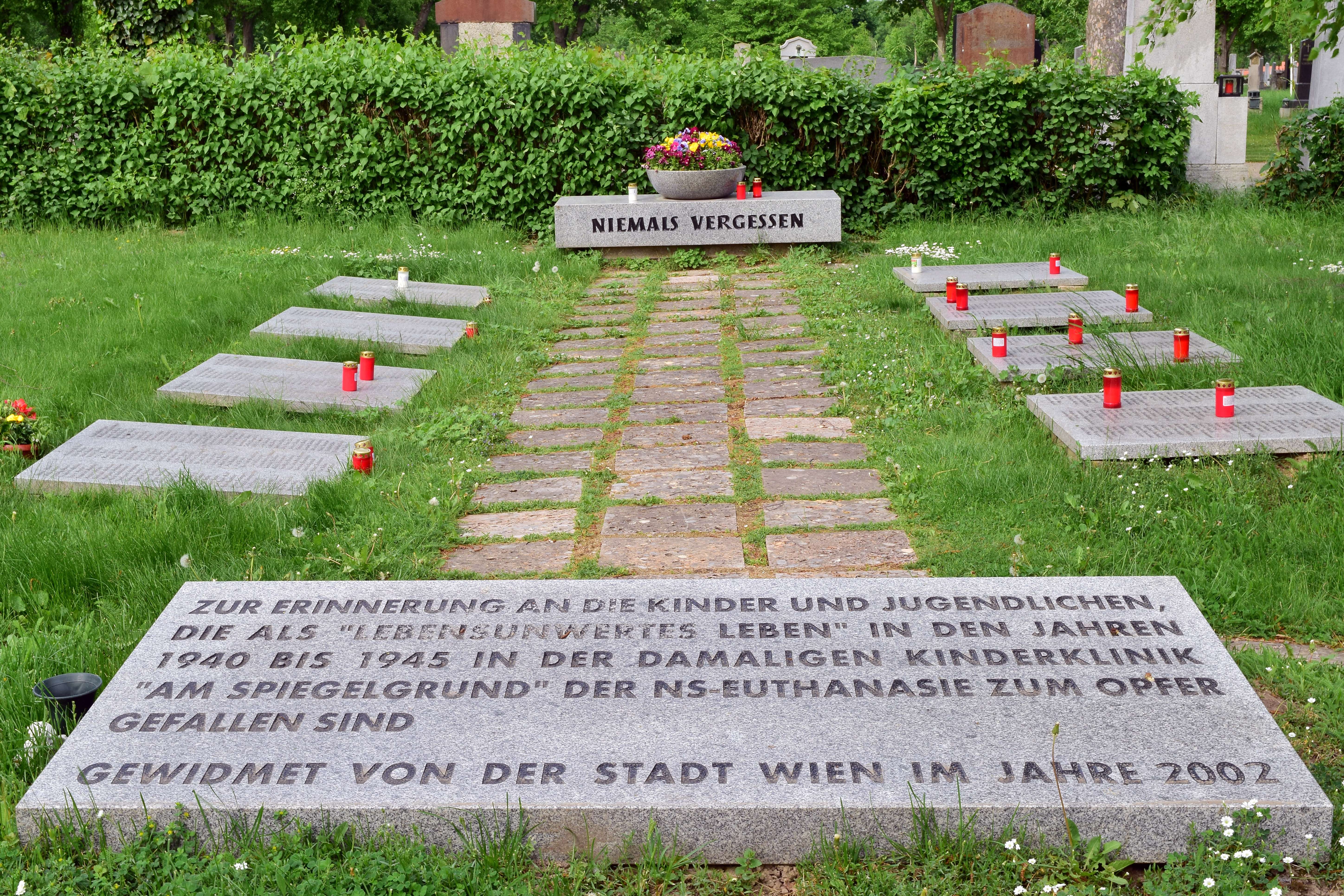
Monumento conmemorativo de la clínica Am Spiegelgrund de Viena, donde 789 niños «pacientes» fueron asesinados por los nazis como parte del programa de eutanasia infantil.

Los nazis establecieron centros de eutanasia infantil (en alemán: Kinderfachabteilung, lit. «unidades de atención especializada pediátrica») en 1939 como parte de su programa para eliminar a las personas discapacitadas. En esos centros se asesinaron a miles de niños y otros fueron esterilizados. Se estima que el número de niños con discapacidad que fueron exterminados por los nazis fue de entre 5000 y 25 000. : 15–16 Algunos de estos niños fueron sometidos a experimentos médicos antes de morir.
Sally M. Rogow señaló que «es un mito que sólo fueron asesinados niños con discapacidades graves», señalando que entre las víctimas nazis también había niños con discapacidades menores. Los jóvenes no conformistas, como los Piratas de Edelweiss y los jóvenes del swing, también fueron sometidos a institucionalización forzada, incluso en campos de concentración y hospitales psiquiátricos, y algunos fueron ahorcados.
Además de la eutanasia para niños discapacitados, los nazis también establecieron, a partir de 1942, «centros de maternidad» para «bebés problemáticos», basándose en el decreto de Himmler sobre los trabajadores extranjeros. Estos centros, conocidos en alemán como Ausländerkinder-Pflegestätte (literalmente «guarderías para niños extranjeros»), Ostarbeiterkinderpflegestätten («guarderías para niños trabajadores del Este»), o Säuglingsheim («hogares para bebés»), estaban destinadas a los bebés abandonados, principalmente los hijos de mujeres y niñas extranjeras que prestaban servicios a la economía de guerra alemana, incluido el trabajo forzado femenino polaco y de Europa del Este. Los bebés y niños, muchos de ellos fruto de violaciones en el lugar de su trabajo forzado (en realidad, de su esclavitud), fueron secuestrados de sus madres en masa entre 1943 y 1945. En algunos lugares, hasta el 90 por ciento de los bebés morían de una muerte tortuosa debido a una negligencia calculada. : 400 Por ejemplo, en el campo de Waltrop-Holthausen, 1273 bebés fueron abandonados deliberadamente para que murieran en las llamadas cabañas para bebés y luego simplemente marcados como nacidos muertos.
Aunque muchos de estos crímenes ocurrieron en territorios alemanes, los nazis también asesinaron a niños discapacitados en los territorios que ocupaban, como en la Unión Soviética.

### Castigo colectivo
Después de la invasión alemana de Polonia, los alemanes iniciaron una campaña de represión masiva contra los polacos. Ya en el otoño de 1939 se llevaron a cabo numerosas masacres de civiles polacos, a menudo en forma de castigo colectivo en represalia por actos reales o supuestos de resistencia. En varios casos (por ejemplo, la masacre de Tryszczyn,: 158–159  la masacre de Piaśnica, y la masacre de Wawer), las víctimas incluían niños (adolescentes menores de 18 años y, a veces, niños de hasta 12 años).: 17–18  Varios incidentes similares ocurrieron en Polonia durante la guerra (por ejemplo, en 1942 en la masacre de Stary Ciepielów y Rekówka, los alemanes asesinaron a más de 30 personas, la mitad de ellas niños, por el delito de ocultar judíos; en 1943, los alemanes masacraron a muchos habitantes del pueblo de Michniów, incluidos docenas de niños; en 1944 los alemanes ejecutaron a la familia Ulma, incluidos sus siete hijos pequeños, también por el delito de ocultar judíos). : 190–191 
Los castigos colectivos a gran escala contra civiles, incluidos niños, no se limitaron a Polonia. Durante la guerra, los nazis cometieron crímenes similares en otros lugares: 
- La masacre de Kragujevac de 1941 en la Serbia ocupada por los nazis: más de 2500 víctimas, entre ellas más de 250 estudiantes de secundaria; quince de las víctimas tenían 12 años.[14]
- La masacre de Lídice de 1942 en el Protectorado de Bohemia y Moravia (hoy República Checa): más de 300 víctimas, entre ellas más de 80 niños.[15][16]
- La masacre de Kortelisy en 1942 en la Ucrania ocupada por los nazis: alrededor de 3000 víctimas, incluidos niños.[17][18]
- La masacre de Jatín en 1943 en la Bielorrusia ocupada por los nazis: 149 víctimas, incluidos unos 70 niños.[19]
- La masacre de Dístomo en 1944 en la Grecia ocupada por los nazis: más de 200 víctimas, incluidos más de 40 niños.[20][21]
- La masacre de Oradour-sur-Glane de 1944 en la Francia ocupada por los nazis, donde murieron 643 personas, incluidos muchos niños.[22] : 62 [23] : viii
- La masacre de Stazzema en Italia en 1944 (más de 500 víctimas, incluidos unos 130 niños).[24][25]

### El Holocausto

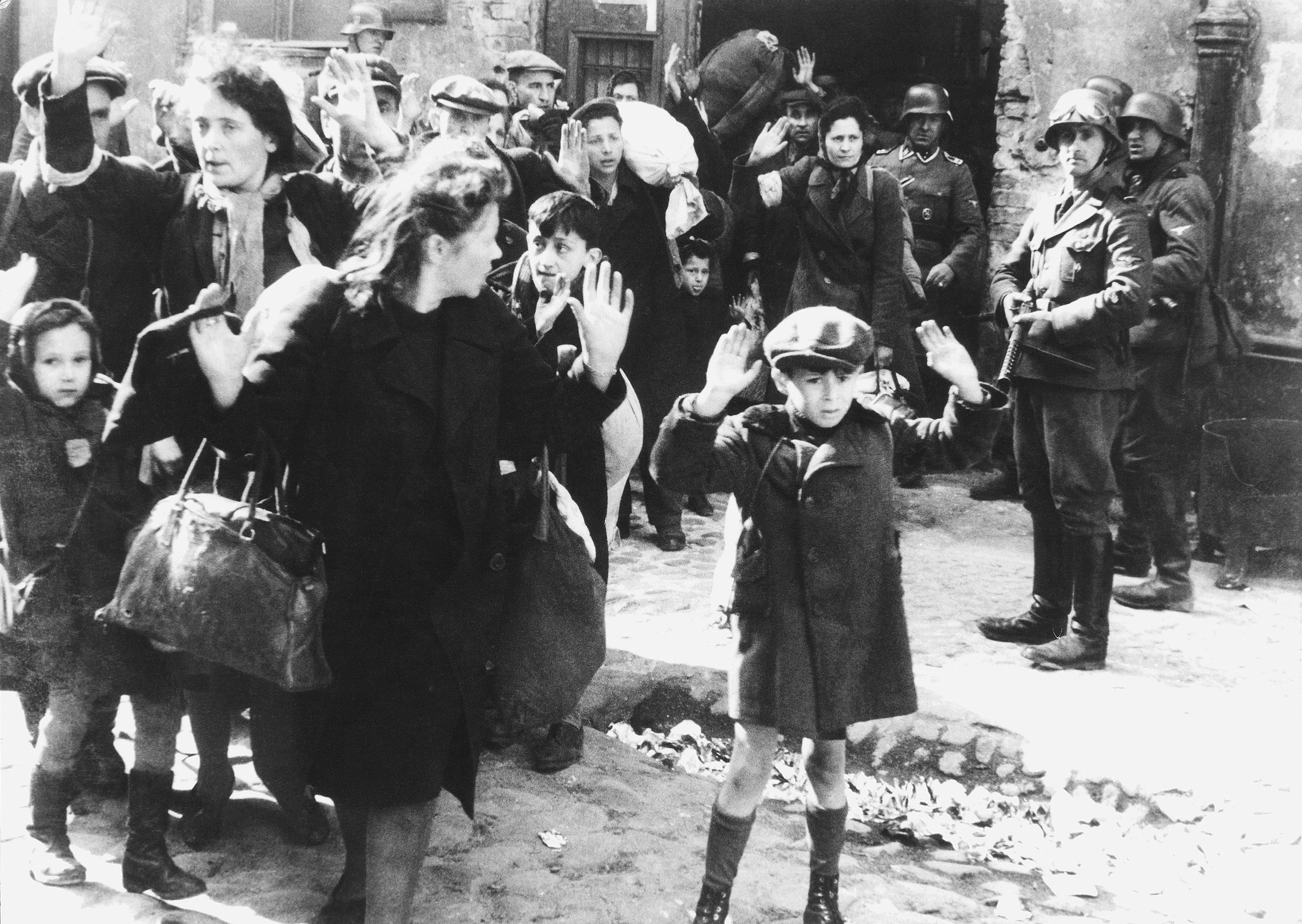
Niño del gueto de Varsovia, una fotografía icónica que representa a los niños en el Holocausto.

Se estima que 1,5 millones de niños, casi todos judíos, fueron asesinados durante el Holocausto, ya sea directamente o como consecuencia directa de las acciones nazis. Esta estimación incluye a los niños asesinados directamente (por ejemplo, en ejecuciones), así como a las víctimas de hambre y abandono en guetos y campos de concentración (como los niños de Bergen-Belsen). En el infame campo de concentración de Auschwitz, de los aproximadamente 230000 niños y jóvenes deportados a Auschwitz, más de 216 000 niños, la mayoría, eran de ascendencia judía. No más de 650 de ellos sobrevivieron hasta la liberación. Del mismo modo, decenas de miles de niños romaníes (también llamados gitanos) perecieron en el Holocausto romaní.

### Damnificados
Se estima que el número total de niños polacos (incluidos los niños judíos polacos víctimas del Holocausto) menores de 16 años que murieron en Polonia es de 1 800 000. De éstos, los historiadores creen que 1 200 000 eran polacos y 600 000 eran judíos polacos. Si se incluyen los niños de 16 a 18 años, las pérdidas estimadas ascienden a 2 025 000.: 230 

## Otros delitos

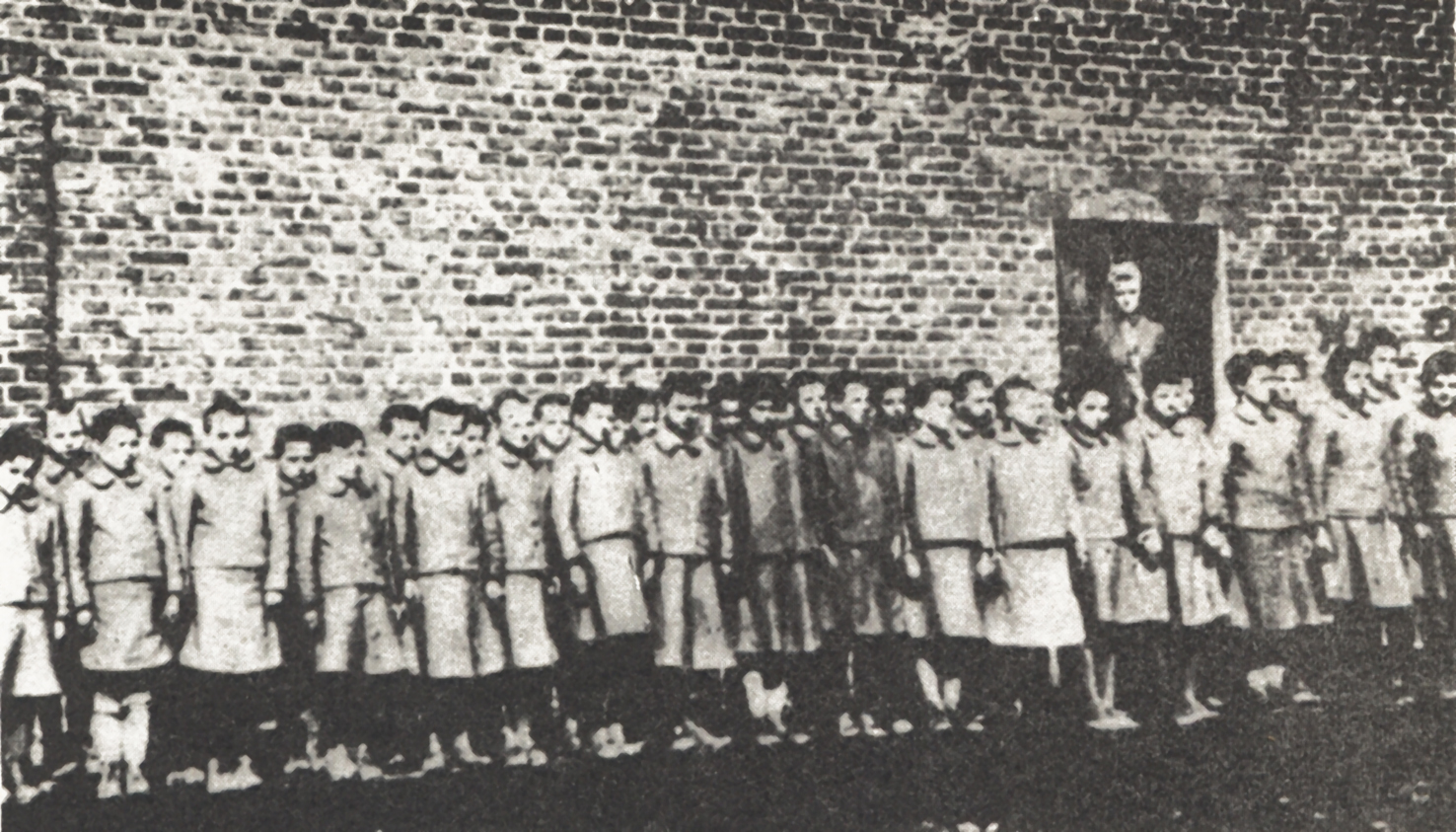
Niñas polacas en el campo de trabajo nazi-alemán de Dzierżązna, cerca de Zgierz. Entre los niños prisioneros había niños secuestrados y reasentados como parte de la Operación Zamość (1942-1943).

Durante la Segunda Guerra Mundial, alrededor de 200 000 niños de etnia polaca, así como un número desconocido de niños de otras etnias, fueron secuestrados de sus hogares y transportados por la fuerza a la Alemania nazi con fines de trabajos forzados, experimentación médica o germanización.: 100 : 49 : 93 Sólo una quinta parte de ese número se recuperó después de la guerra. Un objetivo importante del proyecto era adquirir y «germanizar» a niños que se creía que tenían rasgos arios / nórdicos porque los funcionarios nazis creían que eran descendientes de colonos alemanes que habían emigrado a Polonia. Aquellos etiquetados como «racialmente valiosos» (gutrassig) fueron asimilados a la fuerza en centros y luego adoptados a la fuerza en familias alemanas y escuelas hogareñas de las SS. Cientos de miles de niños, particularmente en Europa del Este, terminaron uniéndose a las fuerzas de resistencia alemanas antinazis.: 87 
Los nazis también ejecutaron a partisanos menores de edad sin tener en cuenta su edad; dos de las tres víctimas de la primera ejecución pública tras la invasión alemana de la URSS eran menores de edad (en la región de Minsk).: 85–86 
Cerca del final de la guerra, a principios de 1945, cuando Alemania se estaba desesperando, muchos varones menores de edad, particularmente de las Juventudes Hitlerianas, de hasta quince años (y a veces incluso más jóvenes), fueron retirados de la escuela, reclutados por el ejército (particularmente las SS) y a menudo enviados a lo que eran esencialmente misiones suicidas. Algunos niños fueron obligados o adoctrinados para participar en atrocidades como el Holocausto; otros (de apenas doce años) se involucraron en el movimiento partisano nazi Werwolf.: 77–81 
La propaganda nazi dirigida a los jóvenes, que promovía conceptos como el antisemitismo, también se ha mencionado en el contexto de los crímenes nazis contra los niños. También contribuyó decisivamente al reclutamiento y radicalización de niños soldados. : 77–81 

## Víctimas infantiles notables de la Alemania nazi
- Hana Brady, niña judía de Checoslovaquia, víctima de Auschwitz, 13 años.[40]
- Masha Bruskina, partisana soviética, 17 años.[36] : 85
- Ana Frank, niña judía nacida en Alemania y diarista, víctima de Auschwitz, 15 años.[41]
- Czesława Kwoka, una católica polaca que murió en Auschwitz a los 14 años.[42]
- Lepa Radić, partisana yugoslava, 17 años.[36] : 86